# 옥구초등학교
옥구초등학교는 대한민국 전북특별자치도 군산시 옥구읍 선제리에 있는 공립 초등학교이다.

## 학교 연혁
- 1906년 4월 1일 사립 진명학교 설립
- 1911년 4월 1일 옥구공립보통학교 개교(상평리)
- 1922년 4월 1일 6년제로 개편
- 1933년 3월 1일 선제리 현 위치 신축 이전
- 1938년 4월 1일 옥구제일공립심상소학교로 개칭
- 1941년 4월 1일 선제공립국민학교로 개칭
- 1946년 4월 13일 옥구국민학교로 개칭
- 1981년 3월 9일 병설유치원 개원
- 1996년 3월 1일 옥구초등학교로 개칭
- 2000년 9월 1일 수산초등학교 통폐합
- 2006년 4월 1일 개교 100주년 기념행사
- 2007년 5월 8일 옥구 성원체육관 건립 기증ㆍ준공식
- 2008년 3월 1일 상평초등학교 통폐합
- 2022년 1월 7일 제107회 졸업식(졸업생 8,233명)
- 2022년 3월 1일 제35대 김신철 교장 부임
- 2022년 3월 1일 초등학교 7학급, 유치원 1학급 편성

## 참고 자료
- 옥구초등학교 - 한국교육학술정보원 학교알리미